# Sete Gibernau
Sete Gibernau, né Manuel Gibernau Bultó le 15 décembre 1972 à Barcelone, Catalogne, est un pilote de MotoGP espagnol, petit-fils de Francesc Xavier Bultó, fondateur des marques Montesa et Bultaco.

## Biographie
Après dix-neuf Grand Prix en 250 cm3 sur Yamaha puis Honda jusqu'en 1996, il fait ses débuts en Grand Prix 500 cm3 en 1997 chez Yamaha. De 1998 à 2000, il devient pilote officiel chez Honda. Il obtient son premier résultat positif en 1998 avec une pole position et une troisième place au GP d'Espagne à Jarama. En 1999, Sete Gibernau reste encore dans l'équipe Repsol Honda avec une 2-cylindres mais après le retrait du quintuple champion du monde Mick Doohan, Sete hérite de la 4-cylindres et termine la saison à la cinquième place. Mais la saison suivante est décevante pour Sete Gibernau et Honda ne veut pas le garder.
Il passe chez Suzuki et remporte sa première victoire en MotoGP à Valence en 2001 et finit neuvième du championnat. La saison 2002 ne fut pas une brillante saison, il terminera en seizième position du championnat avec une 4e place comme meilleur résultat.
En 2003, il prend la direction de Telefonica Movistar Honda dans le team de Fausto Gresini. À la suite de la disparition tragique de Daijiro Kato lors du Grand Prix du Japon, il deviendra le leader du team et le rival le plus sérieux de Valentino Rossi, il remporte quatre Grand Prix et termine deuxième du championnat.
En 2004, après quatre courses, il est en tête du championnat, place qu'il cèdera à Valentino Rossi, passé chez Yamaha, à la suite du Grand Prix des Pays-Bas. Malgré quatre victoires, il ne peut l'empêcher de remporter un nouveau titre.
Adversaire annoncé de Rossi en 2005, il finit deuxième du premier grand prix de la saison à Jerez, victime d'un dépassement musclé de l'Italien dans le dernier virage. Cet incident mettra par ailleurs un coup d'arrêt aux relations cordiales voire amicales entre les deux pilotes. Par la suite, Gibernau est victime d'une série invraisemblable de problèmes : il chute au Portugal et en Angleterre alors qu'il mène ainsi qu'en Italie;  il sort de la piste deux fois en Turquie et au Qatar alors qu'il mène là aussi. En plus d'une autre erreur en Allemagne au début du dernier tour qui offre la victoire à Rossi, il accumule les ennuis mécaniques : électronique en Chine qui le prive du podium, panne d'essence dans le dernier tour en République tchèque, casse moteur à Valence. Il terminera seulement septième du championnat, sans victoire face aux onze succès d'un Rossi impérial, là où son coéquipier Marco Melandri est vice-champion avec deux victoires en Turquie et à Valence.
2006 annonce l'arrivée de Sete dans le team Marlboro Ducati mais, après un début de saison médiocre et une violente chute sur le circuit de Barcelone à la suite d'un contact avec son équipier Loris Capirossi, il devra manquer plusieurs épreuves en raison d'une fracture de la clavicule gauche et d'une opération. À l'instar d'autres pilotes blessés dans le même accident, il disputera cependant certaines courses avant d'avoir totalement recouvré sa pleine forme. Il terminera le championnat en treizième position et annoncera sa retraite sportive le 8 novembre 2006.
Le 12 juin 2008, Sete Gibernau revient dans le monde de la moto en tant que pilote essayeur chez Ducati Marlboro pour développer la Ducati GP8. En octobre, il annonce son retour en compétition : pour le championnat 2009 de MotoGP, l'espagnol retrouvera en effet un poste de titulaire chez Onde 2000 Ducati Team. Ayant rencontré des problèmes de financement, l'équipe ne finira pas la saison et se retire après huit Grand Prix, Gibernau est alors 17e du championnat.

## Palmarès
- 2e du motoGP 2003  et 2004